# Sammy N'Djock
Sammy N'Djock (Yaoundé, 25 de fevereiro de 1990), é um futebolista Camaronês que atua como goleiro. Atualmente, joga pelo Antalyaspor.
É Famoso porque em 2016 em uma partida amistosa contra o A.F.C. Bournemouth acabou fazendo um gol contra, a partida terminou 4x0 para o A.F.C. Bournemouth.